# Ile L’Anse
Ile L’Anse (Île L’Anse, Observation) ist eine winzige Insel der Seychellen im Atoll Cosmoledo in den Outer Islands.

## Geographie
Die Insel liegt im nordwestlichen Riffsaum des Atolls zusammen mit mehreren kleinen östlichen Ausläufern von Menai: Ile Macaque, Ilot Lacroix, Ile des Rats, Ile Chauve Souris. Die Insel hat eine Fläche von 0,46 ha.